# La Réorthe
La Réorthe ist eine französische Gemeinde mit 1.157 Einwohnern (Stand: 1. Januar 2022) im Département Vendée in der Region Pays de la Loire; sie gehört zum Arrondissement Fontenay-le-Comte und zum Kanton La Châtaigneraie (bis 2015: Kanton Sainte-Hermine). Die Einwohner werden Réorthais genannt.

## Geographie
La Réorthe liegt am etwa 29 Kilometer ostsüdöstlich von La Roche-sur-Yon am Lay, der die westliche Gemeindegrenze bildet. Umgeben wird La Réorthe von den Nachbargemeinden Chantonnay im Norden, Saint-Juire-Champgillon im Osten und Südosten, Saint-Jean-d’Hermine im Süden sowie Bournezeau im Westen.

## Bevölkerungsentwicklung
| 1962                      | 1968 | 1975 | 1982 | 1990 | 1999 | 2006 | 2013 |
| 1062                      | 1019 | 911  | 903  | 829  | 817  | 943  | 1106 |
| Quelle: Cassini und INSEE |      |      |      |      |      |      |      |

## Sehenswürdigkeiten
Siehe auch: Liste der Monuments historiques in La Réorthe

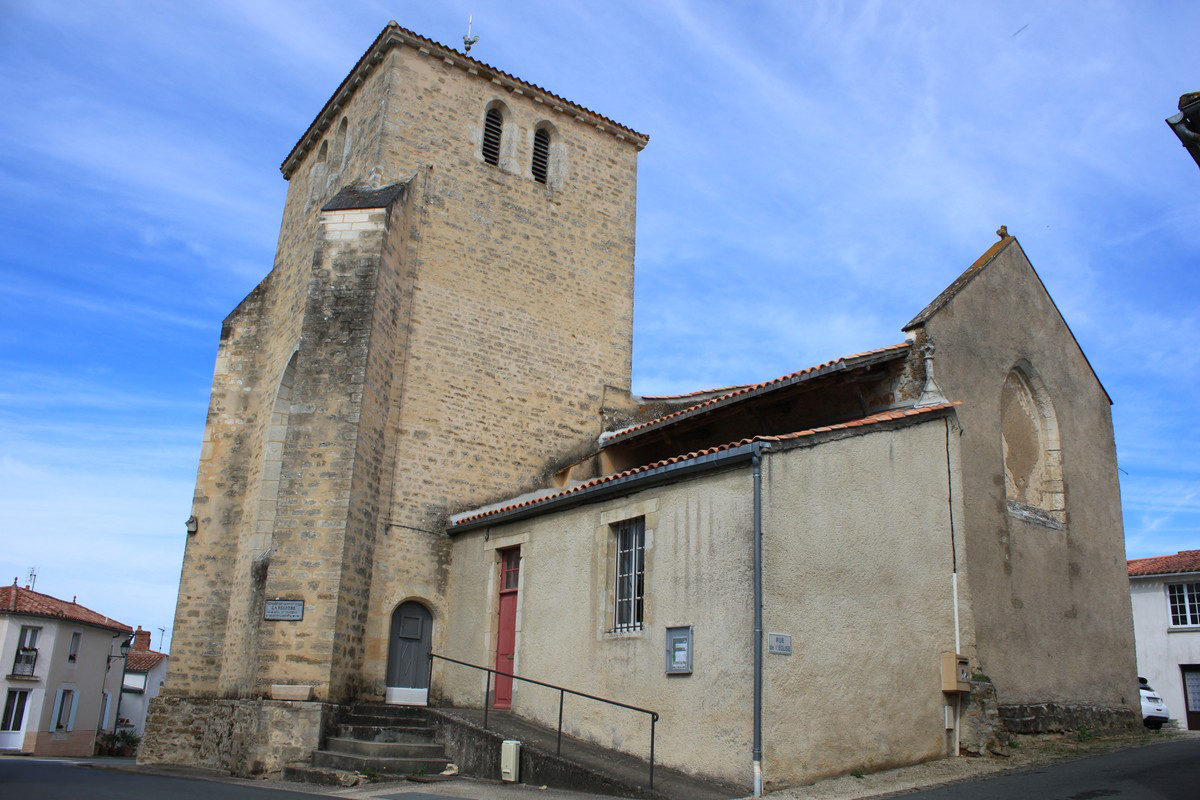
Kirche Notre-Dame-de-l’Assomption
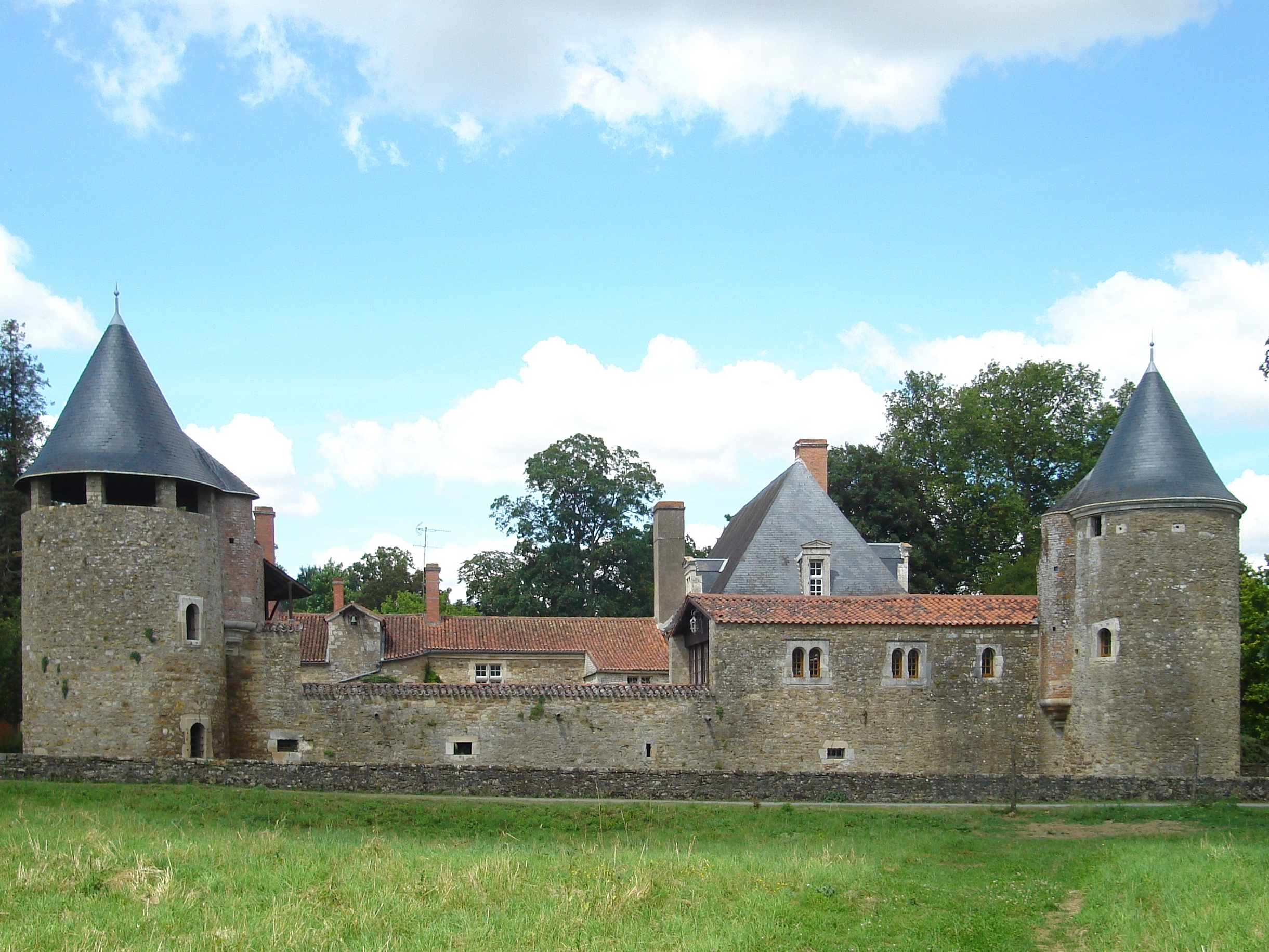
Schloss L’Aubraye

- Kirche Notre-Dame-de-l’Assomption
- Schloss L’Aubraye

## Persönlichkeiten
- Pierre Bordage (* 1955), Science-Fiction-Autor